# Bus à haut niveau de service de Besançon
Le bus à haut niveau de service de Besançon est entré en service le 2 septembre 2017. Il relie la technopole Témis à la gare de Besançon-Viotte via le campus de la Bouloie, le palais des sports Ghani-Yalouz et le stade Léo-Lagrange. Il reprend une grande partie du tracé de la liane 3.

## Tracé
|  |   |  | Stations           | Lat/Long                    | Communes desservies | Correspondances                                         |
|  | - |  | ------------------ | --------------------------- | ------------------- | ------------------------------------------------------- |
|  | ■ |  | Témis              | 47° 15′ 12″ N, 5° 59′ 50″ E | Besançon            | BUS L6 7 12 BUS 61 62 63 64 65 66 67                    |
|  | • |  | U-Sports           | 47° 15′ 08″ N, 5° 59′ 25″ E | Besançon            | BUS 7 BUS 61 62 63 64                                   |
|  | • |  | Campus Arago       | 47° 15′ 02″ N, 5° 59′ 09″ E | Besançon            | BUS 7 BUS 61 62 63 64                                   |
|  | • |  | Crous Université   | 47° 14′ 55″ N, 5° 59′ 12″ E | Besançon            | BUS 7                                                   |
|  | • |  | IUT                | 47° 14′ 50″ N, 5° 59′ 34″ E | Besançon            |                                                         |
|  | • |  | AFPA               | 47° 14′ 48″ N, 5° 59′ 47″ E | Besançon            | BUS 9                                                   |
|  | • |  | Palais des Sports  | 47° 14′ 45″ N, 6° 00′ 02″ E | Besançon            |                                                         |
|  | • |  | Stade Léo Lagrange | 47° 14′ 39″ N, 6° 00′ 17″ E | Besançon            |                                                         |
|  | • |  | Gibelotte          | 47° 14′ 33″ N, 6° 00′ 35″ E | Besançon            | BUS 10                                                  |
|  | • |  | Voirin             | 47° 14′ 32″ N, 6° 00′ 50″ E | Besançon            | BUS 10                                                  |
|  | ■ |  | Gare Viotte        | 47° 14′ 47″ N, 6° 01′ 16″ E | Besançon            | TRAM T2 BUS L5 8 TER Bourgogne-Franche-Comté Mobigo TGV |

 Toutes les stations sont accessibles aux personnes à mobilité réduite.